# Wojutyn
Wojutyn (ukr. Воютин, Wojutyn) — wieś położona na Ukrainie, w rejonie łuckim, w obwodzie wołyńskim. Liczyła około 750 mieszkańców w 2001 roku.

## Postaci związane z Wojutynem
- Dzieciństwo spędził tam Alojzy Feliński. Później majątek był własnością jego brata Gerarda, żonatego z Ewą z Wendorffów.
- Zygmunt Szczęsny Feliński (1822-1895) — polski święty kościoła katolickiego, arcybiskup warszawski, który urodził się w Wojutynie 1 listopada 1822 roku jako syn Gerarda i Ewy z Wendorffów.